# Elduvík
Elduvík est un village des îles Féroé. Le village a une population de 23 habitants séparé en deux parties par la petite rivière. L'église du village a été construite en 1952. 
L'île de Kalsoy est visible depuis Elduvík.

## La légende de Marmennil

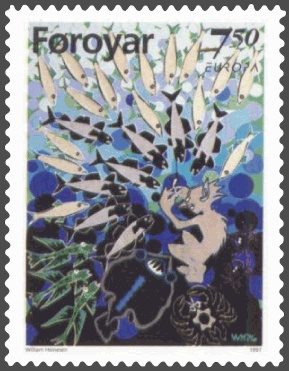
Marmennil - "The Little Merman" Timbre FR 310 de Postverk Føroya
par William Heinesen, le 20 mai 1997

Anfinnur était un fermier d'Elduvík et la légende concerne sa rencontre avec une bête appelée Marmennil.
Selon la légende, Marmennil a l'apparence d'un petit humain aux longs doigts et vit au fond de la mer. Il taquinait les pêcheurs en mangeant leur appât, puis en attachant leur hameçon au fond de la mer pour qu'ils cassent leurs lignes de pêche. Un jour cependant, Marmennil fixait l'hameçon d'Afinnur au fond de l'eau lorsque l'hameçon s'est fixé dans sa main, et il a été tiré vers le haut dans le bateau d'Anfinnur. Les pêcheurs dans le bateau ont fait le signe de croix, puis ont ramené Marmennil avec eux.
Il s'est avéré très utile lors de leurs voyages de pêche, alors ils l'ont toujours emmené avec eux, se souvenant toujours de faire le signe de la croix sur lui quand il a été embarqué. Dès qu'il y avait du poisson sous le bateau, Marmennil se mettait à rire et à jouer, et les pêcheurs pouvaient alors pêcher.
Anfinnur a gardé Marmennil pendant longtemps, mais un jour la mer était si agitée qu'ils ont oublié de faire le signe de la croix. Pour cette raison, lorsqu'ils étaient à flot, Marmennil s'est glissé par-dessus bord dans la mer et n'a jamais été revu.